# Faraj Saad Marzouk
Faraj Abdullah Saad Marzouk (arab. ‏فرج عبد الله سعد•مرزوق‎; ur. w 1961) – katarski lekkoatleta, olimpijczyk.
Reprezentował Katar w biegu na 100 metrów (odpadł na etapie eliminacji) oraz sztafecie 4 × 100 metrów na Letnich Igrzyskach Olimpijskich 1984, które odbyły się w Los Angeles. Po raz drugi reprezentował kraj w sztafecie 4 × 100 metrów podczas Letnich Igrzyskach Olimpijskich 1988 w Seulu. W obu przypadkach odpadł na etapie półfinałów.